# Библиотеки на БАН (списък)
Библиотечна система на Българската академия на науките.
Централна библиотека на Българската академия на науките
Математически науки
1. Библиотека при Института по математика и информатика Архив на оригинала от 2009-09-03 в Wayback Machine.
2. Библиотека при Института по механика Архив на оригинала от 2009-09-03 в Wayback Machine.

Физически науки
1. Библиотека при Института по астрономия Архив на оригинала от 2006-09-16 в Wayback Machine.
2. Библиотека по физика при Института за ядрени изследвания и ядрена енергетика Архив на оригинала от 2007-02-18 в Wayback Machine.

Химически науки
1. Библиотека по химия при Института по органична химия с Център по фитохимия Архив на оригинала от 2007-02-18 в Wayback Machine.

Биологически науки
1. Библиотека по биология при Института по експериментална морфология и антропология Архив на оригинала от 2008-04-27 в Wayback Machine.
2. Библиотека при Института по биология и имунология на размножаването „Акад. Кирил Братанов“ Архив на оригинала от 2008-04-27 в Wayback Machine.
3. Библиотека при Института по ботаника[неработеща препратка]
4. Библиотека при Института по генетика „Акад. Дончо Костов“[неработеща препратка]
5. Библиотека при Института за гората[неработеща препратка]
6. Библиотека при Института по зоология[неработеща препратка]
7. Библиотека при Института по микробиология[неработеща препратка]
8. Библиотека при Института по молекулярна биология[неработеща препратка]
9. Библиотека при Института по физиология[неработеща препратка]
10. Библиотека при Института по физиология на растенията „Акад. Методи Попов“[неработеща препратка]
11. Библиотека при Националния природонаучен музей[неработеща препратка]
12. Библиотека при Централната лаборатория по биомедицинско инженерство[неработеща препратка]
13. Библиотека при Централната лаборатория по обща екология[неработеща препратка]

Науки за Земята и Космоса
1. Библиотека при Географския институт[неработеща препратка]
2. Библиотека при Геологическия институт „Акад. Страшимир Димитров“[неработеща препратка]
3. Библиотека при Геофизичния институт „Акад. Любомир Кръстанов“[неработеща препратка]
4. Библиотека при Института за космически изследвания[неработеща препратка]
5. Библиотека при Института по океанология[неработеща препратка]
6. Библиотека при Националния институт по метеорология и хидрология[неработеща препратка]
7. Библиотека при Централната лаборатория по висша геодезия[неработеща препратка]
8. Библиотека при Централната лаборатория по минералогия и кристалография[неработеща препратка]

Технически науки
1. Библиотека при Института по металознание[неработеща препратка]
2. Библиотека при Института по хидро- и аеродинамика[неработеща препратка]
3. Техническа библиотека[неработеща препратка]

Архитектура
1. Библиотека при Центъра по архитектурознание[неработеща препратка]

Хуманитарни и обществени науки
1. Библиотека при Археологическия институт с музей[неработеща препратка]
2. Библиотека при Националния археологически музей. Филиал на библиотеката при Археологическия институт с музей[неработеща препратка]
3. Библиотека при Етнографския институт с музей[неработеща препратка]
4. Библиотека при Института по балканистика[неработеща препратка]
5. Библиотека при Института за български език[неработеща препратка]
6. Библиотека при Института за изкуствознание[неработеща препратка]
7. Библиотека при Института по история[неработеща препратка]
8. Библиотека при Института за литература[неработеща препратка]
9. Библиотека при Института по тракология[неработеща препратка]
10. Библиотека при Института за фолклор[неработеща препратка]
11. Библиотека „Музикознание“ при Института за изкуствознание[неработеща препратка]
12. Библиотека при Икономическия институт[неработеща препратка]
13. Библиотека при Института за правни науки[неработеща препратка]
14. Библиотека при Института по психология[неработеща препратка]
15. Библиотека при Института по социология[неработеща препратка]
16. Библиотека при Института за философски изследвания[неработеща препратка]
17. Библиотека при Центъра за изследване на населението[неработеща препратка]
18. Библиотека при Центъра по наукознание и история на науката[неработеща препратка]

Информационна
1. Библиотека при Научноинформационния център „Българска енциклопедия“ Архив на оригинала от 2007-02-18 в Wayback Machine.